# Кесклинн (Таллин)
Ке́склинн (эст. Kesklinn — «Центр города») — район в Таллине, столице Эстонии.

## География
На территории района находятся исторический район Старый Таллин, озеро Юлемисте и Таллинский морской пассажирский порт. 
В состав района входит остров Аэгна, площадью 2,93 км². По данным Регистра народонаселения, в апреле 2020 года на этом острове проживали 11 человек, из них 4 — круглогодично.
Граничит на северо-западе с районом Пыхья-Таллинн, на западе с Кристийне, на юго-западе с Нымме, на востоке с Ласнамяэ и Пирита, на юге с волостью Раэ. Естественной северной границей служит побережье Таллинского залива.

### Микрорайоны
В район Кесклинн входит 21 микрорайон: Аэгна, Ваналинн, Кадриорг, Кассисаба, Кельдримяэ, Китсекюла, Компасси, Луйте, Маакри, Мыйгу, Рауа, Садама, Сибулакюла, Сюдалинн, Татари, Торупилли, Тынисмяэ, Уус-Мааильм, Веэренни, Юлемистеярве и Юхкентали.

## Описание
Вблизи Старого города и порта расположены бизнес-центры и торговые площади, в том числе новый комплекс высотных зданий на улице Лийвалайа, Тартуском шоссе и улице Маакри. В Кесклинне также находится большая часть общественных и культурных учреждений: здание парламента (Рийгикогу), резиденция правительства (дом Стенбока), построенное в 1913 году здание Национальной оперы «Эстония» и Русский драматический театр, национальная библиотека на Тынисмяги, стадион «Калев» (Калеви Кескстадион), также большое количество музеев, театров и правительственных учреждений.
Помимо Старого города, в число достопримечательностей входят также построенный в XVIII веке в стиле барокко Екатерининский дворец с прилегающим парком, квартал Сюда-Татари, территория Кассисаба, квартал Ротерманна, замок летней мызы Маарьямяги.
Знаменитый монумент «Бронзовый солдат», перенесённый в апреле 2007 года на Военное кладбище Таллина, как и прежде, находится в районе Кесклинн.
В этой части города 42 зелёные зоны, в том числе парк Кадриорг, Тоомпарк, парк Хирве, парк Таммсааре. Береговая линия залива протягивается от Горхолла до мемориала Маарьямяги.
В районе сосредоточены все небоскрёбы Таллина. Стоимость жилья в районе самая большая не только в Таллине, но и во всей Эстонии: в 2017 году медианная цена одного квадратного метра составила 2272 евро.

## Символика
Герб: на красном щите серебряный крест. На кресте на красном фоне серебряный квадрифолий, в центре которого золотое сердце.

Флаг: на красном полотнище белый крест, на нём на красном фоне белый квадрифолий, в центре которого жёлтое сердце. Соотношение ширины и длины флага 7:8, нормальный размер 105×120 см.

## Население
Число жителей района по состоянию на 1 января 2021 года составило 64 091 человек, по состоянию на 1 июля 2021 года — 64 306.
Численность населения района Кесклинн на 1 января по данным Регистра народонаселения:
| Год  | 2004   | 2006     | 2008     | 2010     | 2012     | 2014     | 2016     | 2018     | 2020     | 2021     |
| ---- | ------ | -------- | -------- | -------- | -------- | -------- | -------- | -------- | -------- | -------- |
| Чел. | 44 205 | ↗ 46 180 | ↗ 47 671 | ↗ 48 646 | ↗ 51 308 | ↗ 55 750 | ↗ 59 886 | ↗ 63 559 | ↘ 62 703 | ↗ 64 091 |

Данные Регистра народонаселения о районе Кесклинн по состоянию на 1 января 2020 года:
- половая структура населения:  женщины 53 %, мужчины 47 %;
- возрастная структура населения: дети в возрасте до 15 лет — 17 %, лица в возрасте 15–74 года — 77 %, лица в возрасте 75 лет и старше — 6 %;
- средний возраст жителей: 38 лет;
- число жителей по микрорайонам:

| Микрорайон   | Чел.  |
| ------------ | ----- |
| Аэгна        | 16    |
| Ваналинн     | 4 746 |
| Веэренни     | 4 026 |
| Кадриорг     | 5 421 |
| Кассисаба    | 4 466 |
| Кельдримяэ   | 5 600 |
| Китсекюла    | 4 317 |
| Компасси     | 2 166 |
| Луйте        | 778   |
| Маакри       | 1 071 |
| Мыйгу        | 331   |
| Рауа         | 6 321 |
| Садама       | 4 132 |
| Сибулакюла   | 2 165 |
| Сюдалинн     | 169   |
| Татари       | 2 511 |
| Торупилли    | 3 961 |
| Тынисмяэ     | 1 378 |
| Уус-Мааильм  | 7 518 |
| Юлемистеярве | 187   |
| Юхкентали    | 1 423 |

Национальная структура населения района Кесклинн, %:  
| Национальность | 2008 год | 2020 год |
| -------------- | -------- | -------- |
| эстонцы        | 71,1     | 69,8     |
| русские        | 22,4     | 18,5     |
| украинцы       | 1,9      | 2,2      |
| финны          | 0,8      | 1,6      |
| белорусы       | 0,9      | 0,7      |
| евреи          | 0,7      | 0,5      |
| латыши         | ..       | 0,3      |
| татары         | 0,2      | 0,1      |
| прочие         | 2,0      | 6,3      |

## Галерея
- Панорама района Кесклинн
- Национальная опера «Эстония»
- Площадь Виру
- Парк Таммсааре
- Музей Банка Эстонии
- Улица Антса Лайкмаа возле Tallink City Hotell в 2004 году
- Трамвайная остановка «Хобуяама»
- Кинотеатр «Сыпрус»
- Проход Святой Катарины
- Здание парламента Эстонии
- Скульптура Яана Поска в Кадриорге
- Бульвар Мере
- Квартал «Уус-Веэренни»
- Полицейский парк
- Перекрёсток улиц  Гонсиори и Ф. Р. Крейцвальда
- Мемориальный ансамбль Маарьямяэ
- Замок Мариенберг
- Конец улицы Луйзе, граница с районом Кристийне